# 梅谢拉语
梅谢拉语（俄语：Мещерский язык）是乌拉尔语系芬兰-乌戈尔语族中一门已灭绝的语言。梅谢拉人曾居住在俄罗斯中部的梅曉拉低地区域内。

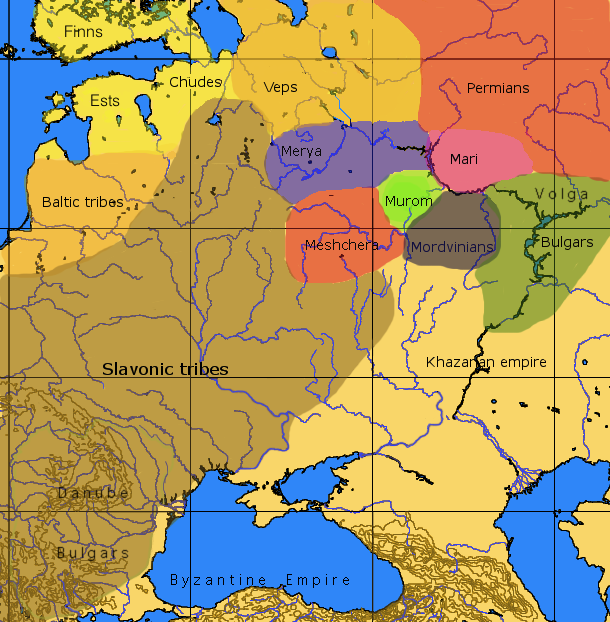
俄罗斯古代民族的居住区域，梅谢拉人的区域在图中标识为“Meshchera”

现今没有保存下来有关梅谢拉语文字的文献。据猜测它可能跟莫爾多瓦語支有亲属关系。奧卡河地区的地名中可能有一些跟梅谢拉语相关。最迟在17世纪时梅谢拉人就融合至俄罗斯人和鞑靼人中，同时该语言也消亡了。
2013年保利·拉赫科宁（Pauli Rahkonen）在答辩论文中根据考古文物和水系地名提出梅谢拉语很有可能属于芬兰-乌戈尔语族彼爾姆語支。

## 重构
根据水文信息一些梅谢拉语单词得以重构，例如水文名字的前缀 Un-，Ič-，Vil- 及 Ul-，对应的乌德穆尔特语单词为 uno（大），iči（小），vi̮l（上），ulo（下）。